# Hornheimer Riegel

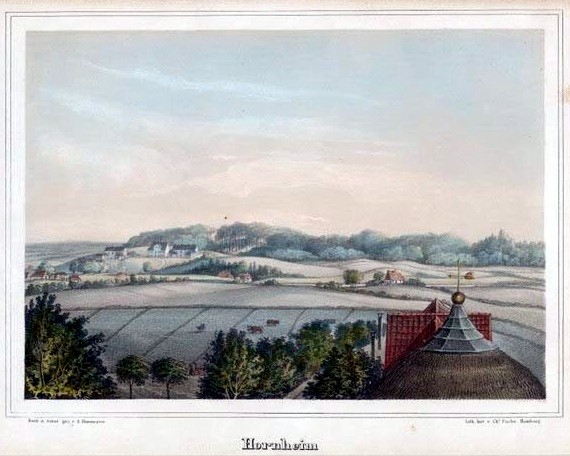
Adolph Burmester: Hornheim

Der Hornheimer Riegel ist im Süden von Kiel die Bezeichnung für eine Endmoräne, die den Flusslauf der Eider zu einer Richtungsänderung zwingt.

## Name

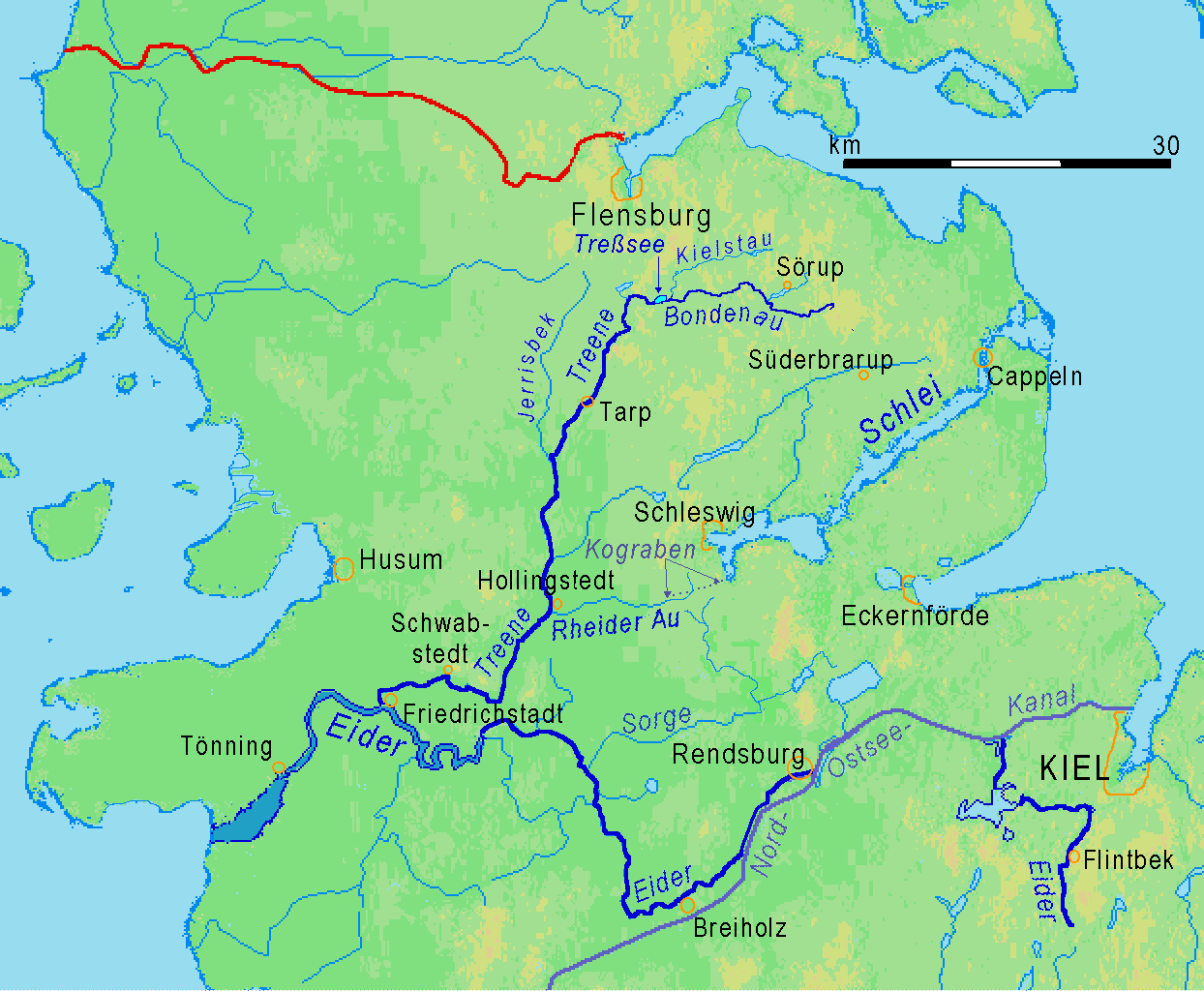
Eiderknick vor Kiel

Der Geologe Hippolyt Haas war in seiner Schrift der Frage nachgegangen, weshalb die Eider nicht in die Ostsee, sondern in die Nordsee fließt. In diesem Beitrag nannte er die geologische Formation Hornheimer Riegel. Haas bezog sich bei seiner Namensgebung auf die damalige private psychiatrische Klinik Hornheim, die im Kieler Stadtteil Gaarden lag.

## Entstehung
Im schleswig-holsteinischen Gebiet der Jungmoränen entstanden die Landschaftsformen in der Endphase der Weichsel-Kaltzeit, die vor 11.600 Jahren zu Ende ging. Der letzte Vorstoß der Gletscher ließ an der Kieler Förde das Areal Düsternbrook als Seitenmoräne und den Hornheimer Riegel als Endmoräne entstehen. Er riegelt das ehemalige einheitliche Schmelzwassertal ab und teilt es dadurch auf in die Nordsee-Ostsee-Wasserscheide: Keine fünf Kilometer vor der Ostsee zwingt der Hornheimer Riegel die nach Norden fließende Eider im Schulensee nach Westen. Bis zur Nordsee hat der Fluss nun noch 180 Kilometer vor sich.

## Lage

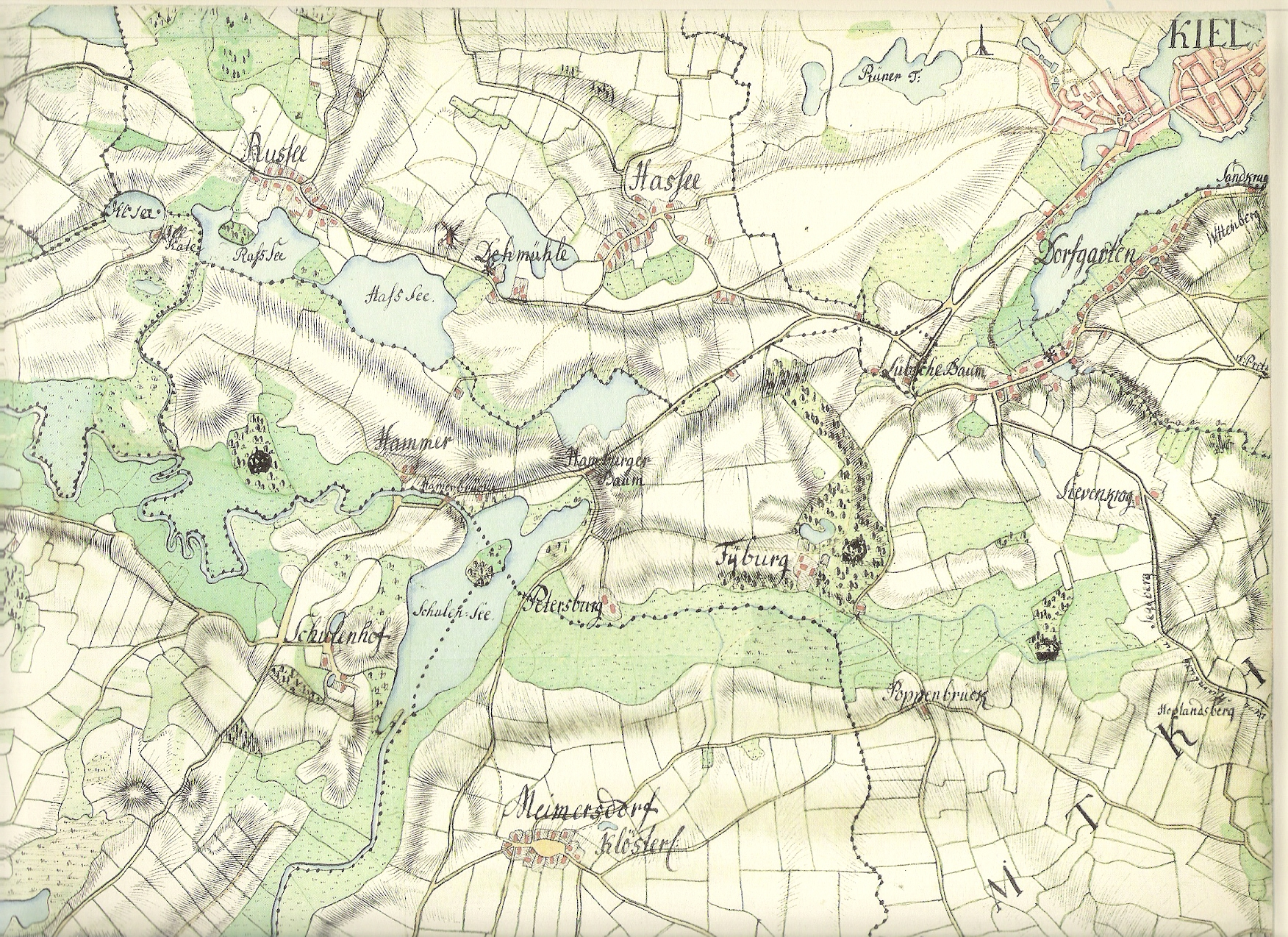
Vieburger Gehölz (1790)

Der Hornheimer Riegel liegt nordöstlich vom Drachensee und Schulensee. Zum Nordwesten wird der Riegel von der Rendsburger Landstraße und zum Südosten von der Neuen Hamburger Chaussee begrenzt. Zu diesem Gebiet gehören der Koppelberg mit einer Höhe von 42 m, der Studentenberg mit 34,5 m, das Vieburger Gehölz mit einer Fläche von 70 ha und der Fernmeldeturm Kiel.
Auf dem Osthang entstand in den 1930er Jahren eine Eisenbahnersiedlung an der Bahnstrecke Hamburg-Altona–Kiel. Die Siedlung reichte bis zur Ostseite der Schwanebeckstraße.

## Flusslauf
Der historische Flusslauf der Eider wurde erstmals durch den Bau des Eider-Kanals (Eröffnung 1784) am Flemhuder See unterbrochen. Eine zweite Änderung bewirkte der Bau des Nord-Ostsee-Kanals (Eröffnung 1895), der eine Entwässerung der Eider in den Kanal hinein zur Folge hat.